# Markus Maria Profitlich

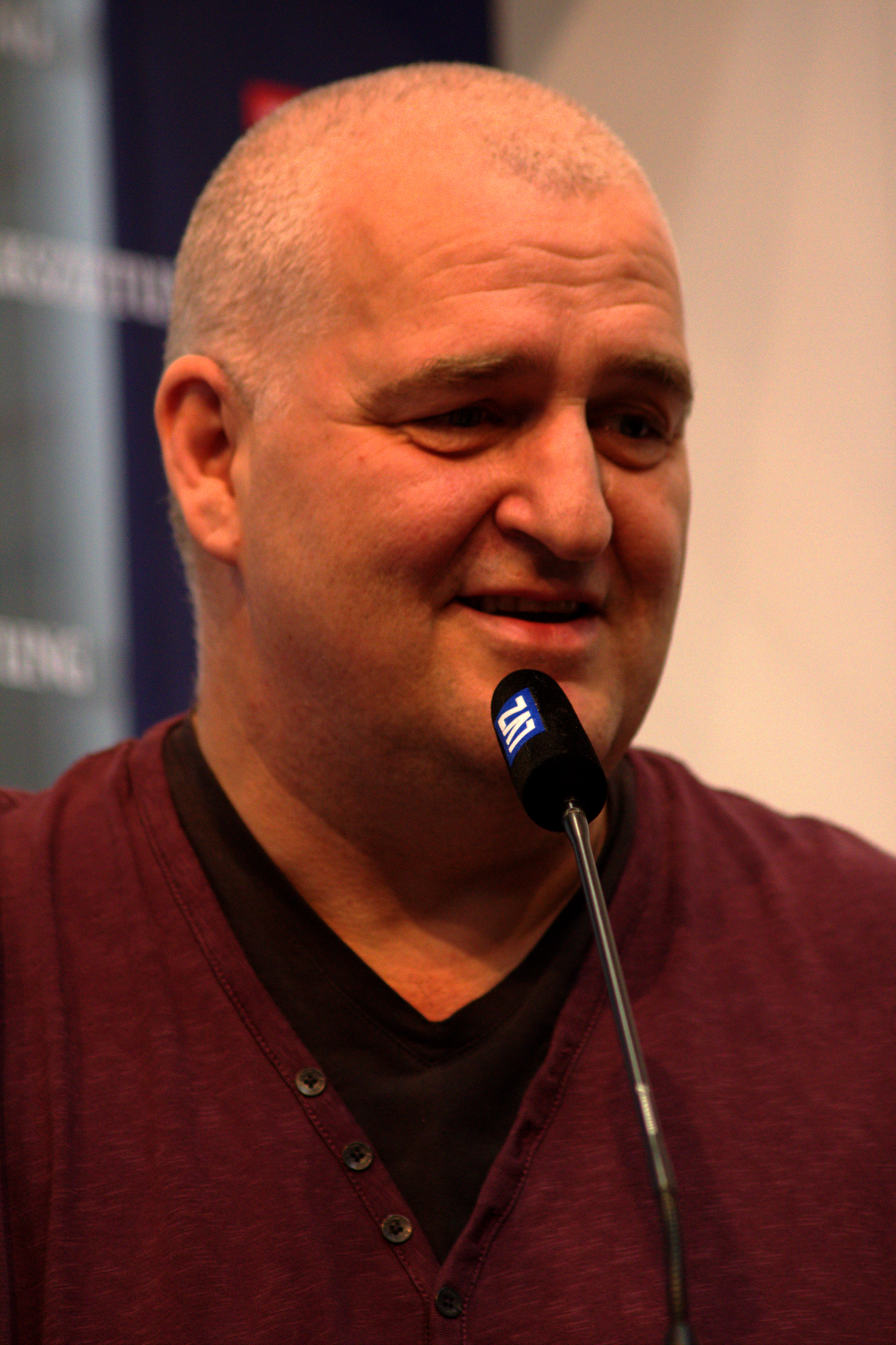
Markus Maria Profitlich, 2012

Markus Maria Profitlich (* 25. März 1960 in Bonn) ist ein deutscher Komiker, Schauspieler und Synchronsprecher.

## Karriere
Nach ersten Versuchen als Komiker auf lokalen Bühnen (so im Bonner Springmaus-Theater) wurde der gelernte Schreiner für das Fernsehen entdeckt. Unter anderem war er von 1999 bis 2001 bei der Wochenshow tätig. Seine bekannteste Rolle bei der Wochenshow war der Erklärbär. Weitere Rollen waren unter anderem der schüchterne Reporter Peter Wuttke, Mawegda Gandhi oder Baby Markus.
Im Weiteren moderierte, inszenierte und produzierte er zwischen 2002 und 2007 seine eigene Unterhaltungssendung Mensch Markus über seine Firma mmp production beim Münchener Privatsender Sat.1. Profitlich war 2006 Produzent von Deutschland ist schön – Die Allstar Comedy und von 2006 bis 2007 Produzent der Sendung Weibsbilder.
2008 spielte Profitlich in der Sat.1-Sendung 3 ein Viertel zusammen mit seinen beiden Mitspielern Roland Riebeling und Volker Büdts (beide bekannt aus Mensch Markus und Weibsbilder) in ca. 20 Rollen die skurrilen Einwohner des fiktiven Essener Stadtteils „Schraubstock“. Von dieser Comedy-Serie wurde eine Staffel gesendet.

### Bühnenshows
Markus Maria Profitlich ist neben seinen Fernsehproduktionen mit diversen Stand-up-Programmen auf Tour.
- 1988: Magic Marabus
- 1994–1999: Dinner for One
- 1994–1999: Profi und Andy
- 1996: Cha Cha Cha
- 1999: Comedy Pur
- 2004–2005: Mensch Markus Live
- 2009–2011: Markus Maria Profitlich Live
- 2012–2013: Stehaufmännchen
- 2014–2016: Halbzeit – Ein Programm, nicht erst ab 50!
- 2016–2018: Schwer im Stress
- 2018: Schwer verrückt
- 2020: Das Beste aus 35 Jahren. Die Jubiläums-Tour
- 2024: Party!

## Privates
Profitlich hat fünf Geschwister, zwei Brüder und drei Schwestern. In seiner Kindheit war er katholisch. Mit 14 Jahren ging er von der Schule ab. Er ist mit der Schauspielerin Ingrid Einfeldt verheiratet, die in Mensch Markus eine seiner Bühnenpartnerinnen ist. Die beiden haben zwei Töchter. Er lebt mit seiner Familie in Königswinter.
Profitlich war lange Zeit SPD-Mitglied.
Profitlich ist Christ. In seiner Kindheit und Jugend besuchte er den Christlichen Verein Junger Menschen (CVJM) in Siegburg bei Bonn, wo er zehn Jahre lang christliche Kinderfreizeiten als pädagogischer Mitarbeiter begleitete. Jetzt ist er Mitglied einer freien evangelischen Gemeinde. Profitlich wohnte bis 2015/2016 in Lindlar im Oberbergischen Land, seither im Königswinterer Stadtteil Thomasberg.
Im April 2018 gab Profitlich bekannt, an Parkinson erkrankt zu sein.

## Filmografie (Auswahl)
- 1997–1998: Happiness (Fernsehserie, RTL[2])
- 1998: Der Clown – Feindschaft
- 1998: Fischers Satire-Show (RTL)
- 1998: Ferienmann (RTL[15])
- 1999–2001: Die Wochenshow (Fernsehserie, Sat.1)
- 2002–2007: Mensch Markus (Fernsehserie, Sat.1)
- 2003: Markus Maria feiert … Weihnachten/Silvester (Comedy-Geschichten, Sat.1)
- 2003–2004: Markus Maria … zieht um, Markus Maria … will Fußball gucken, Markus Maria … auf dem Campingplatz (Comedy-Geschichten, Sat.1)
- 2004: Die Unglaublichen – The Incredibles (Animationsfilm, Stimme für Craig T. Nelson als Bob Parr/Mr. Incredible)
- 2005: Himmel und Huhn (Animationsfilm, Stimme für Garry Marshall als Bruno Hühnchen)
- 2005: Barfuss (Spielfilm)
- 2005: Siegfried (Spielfilm)
- 2008: 3 ein Viertel (Comedy-Serie, Sat.1)
- 2008: WALL·E – Der Letzte räumt die Erde auf (Animationsfilm, Stimme für Jeff Garlin als Kommandant)
- 2010: Rock It!
- 2011: Pastewka (Folge 47, Die Alarmanlage, Sat.1[16])
- 2014: Auf das Leben!
- 2016–2019: Bettys Diagnose
- 2016–2019: Wer weiß denn sowas? (Das Erste)
- 2018: Die Unglaublichen 2 (Animationsfilm, Stimme für Craig T. Nelson als Bob Parr/Mr. Incredible)
- 2018: NDR Comedy Spezial
- 2018: NDR Comedy Contest
- 2018–2019: Comeback oder weg? (RTL)

## Hörspiele und Hörbücher
- 2004: Die Unglaublichen: Das Original-Hörspiel zum Film. Kiddinx.
- 2007: Adrian Plass: Tagebuch eines frommen Chaoten. Brendow, ISBN 978-3-86506-142-3.
- 2018: Die Unglaublichen. (Romanadaption), der Hörverlag, ISBN 978-3-8445-3049-0.
- 2018: Die Unglaublichen 2. (Romanadaption), der Hörverlag, ISBN 978-3-8445-3050-6.
- 2021: Der große Disney-Familienschatz (unter anderem mit Tobias Meister, Josefine Preuß & Udo Wachtveitl), der Hörverlag, ISBN 978-3-8445-4160-1 (Hörbuch)

## Publikationen
- mit Ralf Linus Höke: Stehaufmännchen: Markus Marias Tagebuch. Bastei Lübbe, Köln 2012, ISBN 978-3-404-60667-2.
- Einmal alles auf den Kopf gestellt: Gesund kann jeder!, Lappan Verlag, Oldenburg 2021, ISBN 978-3-8303-3564-1.

## Auszeichnungen
- 2002 – Deutscher Comedypreis: „Bester Komiker“ für Mensch Markus
- 2003 – Aufnahme in die "Signs of Fame" des Fernweh-Parks[17]
- 2004 – Deutscher Comedypreis: „Beste Sketch-Show“ für Mensch Markus
- 2006 – Deutscher Comedypreis: „Beste Sketch-Comedy“ für Mensch Markus